# Medfaderskab
Medfaderskab er en betegnelsen for den ikke-biologiske fars rolle i en familie bestående af to fædre. 
I Danmark kan to mænd ikke registreres som juridiske forældre til et barn, medmindre den ene mand stedbarnsadopterer sin ægtefælles biologiske barn. Ved stedbarnsadoption vil en mand i forhold med barnets biologiske far blive registreret som barnets mor, da "medfar" (medfaderskab) ikke eksisterer i den danske lovgivning.

## Borgerforslaget "Anerkend medfaderskab i regnbuefamilier"[2]
I Danmark har to kvinder siden 2013 kunne registreres som juridiske forældre, mor & medmor, til et barn. På den baggrund blev der i 2022 stillet et borgerforslag der havde til hensigt at ligestille familier bestående af to fædre med forældrepar bestående af mor & far og to mødre.
Borgerforslaget blev stillet af Søren Juliussen, der sammen med sin mand havde fået deres datter tre måneder tidligere og oplevede at han ingen rettigheder eller pligter havde i forhold til deres datter.

Forslaget lød således:
Forslaget stilles på baggrund af den manglende juridiske anerkendelse og ligestilling mellem to mandlige forældre.
I dag kan forældreskab deles mellem en mand og en kvinde eller to kvinder, men ikke mellem to mænd. Denne skævvridning har konsekvenser for både børn og forældre i f.eks. mødet med sundhedsvæsenet, dagtilbud og ved sygdom og død.
Med forslaget er det hensigten at ligestille familier med to fædre med både heteroseksuelle familier og forældreskab bestående af to kvinder.
Et registreret medfaderskab giver både barnet og medfaderen en række rettigheder og pligter.
Medfaderskab betyder blandt andet:
- at medfar har pligt til at forsørge sit barn
- at barnet og medfaderen har ret til at arve efter hinanden
- at medfadmedfaderen kan få samvær med sit barn
- at medfaderen kan få del i forældremyndigheden
- at barnet kan få medfaderensefternavn
- at barnet kan få samme statsborgerskab som medfaderen, hvis betingelserne er opfyldt.

Borgerforslaget slog Danmarksrekord som det borgerforslag der hurtigst fik indsamlet de nødvendige 50.000 underskrifter (på under 48 timer)  og slog senere rekorden for mest støttede forslag da det nåede 87.250 underskrifter før indsamlingen blev lukket og forslaget overført til Folketingets ligestillingsudvalg der skulle behandle det. 

### Beslutningsforslag vedtaget
Ligestillingsudvalget valgte at fremsætte "B 72 Forslag til folketingsbeslutning om at anerkende medfaderskab i regnbuefamilier (borgerforslag)." som fremlagt d. 25. januar 2022 og det blev vedtaget 8. juni 2022 med stemmerne 89 for / 7 imod. Kun medlemmer af Dansk Folkeparti stemte i mod. 

### Fortsat manglende lovgivning på området
Trods den store opbakning til familier med to fædre har folketinget endnu ikke vedtaget medfaderskabsloven (også kendt som Charlies lov, navngivet efter Søren Juliussens datter der startede debatten), men det fremgår af SMV-regeringen (2023) at man agter at fremsætte forslaget i indeværende periode. 
Regeringen vil indføre lov, der anerkender medfædre, og vil desuden fremover retligt anerkende relationen mellem børn og tiltænkte forældre, når børn er kommet til verden ved kommercielle surrogataftaler i udlandet. 
Sekretariatschef for LGBT+ Danmark Susanne Branner udtaler: ”De to ændringer er et stort skridt fremad for familier med børn født via surrogasi. Lovgivningen er generelt uforholdsmæssigt kompliceret for regnbuefamilier og andre familier, der adskiller sig fra kernefamilien. De nye tiltag har med rette fokus på børns ret til deres forældre, og vi håber at se samme tankegang videreført til andre familieformer, som f.eks. flerforældrefamilier.”

### Andre debatter der blev rejst på baggrund af forslaget om medfaderskab
Det er blevet heftigt diskuteret om baggrunden for to fædres familie, hvor surrogasi er blevet det store emne der fylder. Dette har medført til nedsættelsen af et ekspertråd der skal komme med indstilling til regeringen i forhold til nye regler på området. 
I 2022 blev en sag om juridisk forældreskab ført ved menneskerettighedsdomstolen der afgjorde at den manglende anerkendelse af forældreskab til intenderede forældre var en krænkelse af børnenes ret til privatliv og familie.  Danmark valgte ikke at anke dommen.
Det forventes at medfaderskab og opfølgning på dommen vil blive præsenteret og behandlet som samlet lovpakke i 2023.